# Aenictus vieti
Aenictus vieti (лат.) — вид муравьёв-кочевников рода Aenictus. Эндемики Юго-Восточной Азии (Вьетнам).

## Описание
Длина рабочих около 3 мм (от 2,85 до 2,95 мм). От близких видов (Aenictus camposi) отличается следующими признаками: субпетиолярным выступом с острым антеровентральным углом  (невооружённый у A. camposi) и поперечной бороздкой между пронротумом и мезонотумом, голова удлинённая, скапус усика длинный, более крупным размером.
Усики 10-члениковые. Голова гладкая и блестящая. Клипеус по переднему краю с несколькими зубчиками. На жвалах около 10 зубцов. Основная окраска желтовато-коричневая. Стебелёк между грудкой и брюшком у рабочих состоит из двух члеников, а у самок и самцов — из одного (петиоль). Глаза у рабочих отсутствуют. Промезонотальная борозда не развита, пронотум и мезонотум слиты.